# United States Navy Medical Service Corps
Das Navy Medical Service Corps ist Teil des Sanitätswesens der United States Navy. Das NMSC wurde am 4. August 1949 nach einem Erlass des US-Kongresses gegründet. Die 2600 beim NMSC tätigen Offiziere sind für die Verwaltung und Versorgung des Sanitätswesens der US-Marine verantwortlich.
Das NMSC ist derzeit in folgenden Sektionen unterteilt:
- Versorgung
- Verwaltung
- Optometrie (Augenheilkunde)
- Angewandte Wissenschaften
- Pharmazie